# Руђер Бошковић
Руђер Бошковић (Дубровник, 18. мај 1711 — Милано, 13. фебруар 1787) био је дубровачки полихистор. Он је био универзалан стваралац: филозоф, математичар, астроном, физичар, инжењер, педагог, геолог, архитекта, археолог, конструктор, оптичар, дипломата, путописац, професор, најбољи песник на латинском језику осамнаестог века и преводилац-полиглота.
Његово етничко порекло и научно наслеђе, имајући у виду историјско раздобље у коме је живео и данас је предмет бројних полемика. Поред српског различити извори наводе и могуће хрватско порекло, извори такође нису јединствени ни по питању изворне верске припадности његове породице.
Један је од најзначајнијих научника свога времена. Уврштен је међу 100 најзнаменитијих Срба. Био је оснивач Миланске опсерваторије и директор Оптичког института Француске морнарице, унапредио је прва четири фундамента метафизике и отворио пети.

## Биографија
Рођен је 18. маја 1711. године као седмо дете трговца Николе Бошковића, Србина из Орахова код Требиња у Херцеговини и мајке Паоле, италијанског порекла, из породице Бара Бетере, познатог дубровачког песника. Његов брат Бартоломеј Баро Бошковић саставио је спис о пореклу породице, где тврди да је њихов прадеда потицао из босанске племићке породице Покрајчић, али да је променио презиме у Бошковић према очевом имену.
Да је обитељ Покрајчића била убрајана међу племените »словинске« обитељи, зна се и иначе, али главно из књиге која се чува у контâ Охмућевићâ , у којој се налазе описи грбова племенитих обитељи те покрајине (Босне), међу којим се спомиње и (грб) те (обитељи). Али наш прадјед, узевши старо име као презиме по очеву имену, што се обичава у словинских народа, промијенио га је. Из ове је (обитељи) Никола као дјечак доведен најприје у Дубровник , затим у Нови Пазар у Раши, бавио се трговином и стекао довољно обилно богатства као награду за своју радиност. Али десило се тада у пуном јеку рата међу царем Леополдом и Турцима, који је почео опсадом Беча, да је ненаданим доласком непријатеља Нови Пазар заузет, спаљен и уништен, а (Никола) је изгубио највећи дио свог иметка те је једва заједно с братом на брзим коњима изашао жив и здрав и сабравши остатке (имовине) дошао у Дубровник гдје је постао грађанином и оженио се Павлом, кћери Бартоломеја Бетере , човјека врло угледнога и надарена свим врлинама, од које је имао врло бројно потомство.
Руђер Бошковић радни век провео је у туђини, где је стекао и светску славу, а само једном свратио у свој завичајни Дубровник, 1747. године.
Гимназију је завршио у Дубровнику у Језуитском заводу. Са 15 године 1725. ступа у Језуитски ред и одлази у Рим. Стекао је врло високо образовање, мукотрпно се пењући језуитском хијерархијом. Студирао је две године реторику и поезију, затим три године филозофију и математику, да би образовање окончао након пет година теологије.
Писао је научна дела у стиховима и писао је поезију од када је учио гимназију. Себе је описивао као астронома и песника.
Своје отаџбинско порекло никада није крио – остао је Словинац, како су се тада називали Јужни Словени.
Умро је у вили Босии у Милану, притиснут умором и душевном слабошћу али и последицама "дуготрајне грознице" (коју је стекао на обали Мале Азије када је својевремено кренуо у Цариград). На миланском гробљу је и сахрањен 13. фебруара 1787. године, а срце му је пренето у завичај. Милутин Миланковић наводи податак да је сахрањен у Милану у цркви Санта Мариа Подоне.

## Каријера
Свештеник је постао 1744. године и одмах ступио на катедру за математику Колегијума у Риму. Треба знати да је он још као студент теолошке науке започео праксу, радећи као учитељ на нижим разредима исте установе. У Риму остаје као предавач до 1759. године, када напушта Рим. Он је годину дана раније схватио да је језуитски ред у кризи и да мора негде да се склони. Борави 1760. године у Паризу, а затим у Лондон. После кратког боравка и истраживања у Цариграду 1761. године враћа се у Италију 1763. године.
Након једногодишњег бављења у Риму, постаје 1764. године професор математике на Универзитету у Павији. Између 1765-1772. године живи у Милану где оснива Миланску опсерваторију, и постаје њен први директор. Када је укинут језуитски ред остаје обични свештеник и сели се 1773. године у Париз. Као шеф маринске оптике на париској Сорбони и француски поданик проводи осам година. Одатле креће 1782. године последњи пут у Италију.

## Научни рад
Бошковић је као угледни математичар, професор и научник позиван је да решава неке проблеме свог времена. Тако је 1742. године уврштен у трочлану комисију која је утврђивала узроке пукотине на великој куполи ватиканске цркве Св. Петра. Тражено је другом приликом његово стручно мишљење у вези каналисања реке Тибар. Папа га опет ангажује 1750. године, сада да измери дужину меридијанског степена у папиној држави. Године 1756. га је ангажовао аустријски цар Франц I да пресуди у спору око река и пловидбе између града Луке и Тоскане. У Бечу је у то време за царицу Марију Терезију, помагао око поправки на згради Дворске библиотеке.
Од 1736. године, редовно објављује годишње по неколико стручних расправа. Спада у ред тада најплоднијих научника, када је реч о писању. Објавио је 70 радова, од којих највише су то они из математике (19), астрономије (15) и физике (28), а остало су дела поетска, астрономска или путописна. У зрелом добу он је надалеко познат и признат; јавља се као члан више Академија – лондонске, париске, римске.
Написао је дело Путопис од Цариграда до Пољске, која се односи на једно његово научно путовање. Он се 1762. године као члан енглеског научног Краљевског друштва упутио том трасом, да би на терену посматрао "пролаз Венере испред сунчевог диска". Кренуо је за Петроград, али због слабог здравља није стигао даље од Пољске. Путопис је први пут објављен на италијанском језику 1784. године.
Руђер Бошковић је, између осталог, творац и јединственог закона силе, претпостављајући да постоји не само привлачење (Њутнов закон) него и одбијање у наизменичном мењању на малим растојањима међу телима. Сматрао је да је елементарна честица без димензија извор силе, а време и простор је, насупрот Њутну сматрао релативним, па се с правом може назвати претечом Алберта Ајнштајна.
Пронашао је два геометријска метода за одређивање елемената Сунчеве ротације на основу посматрања положаја три тијела, затим је израчунао димензије и спљоштеност Земље. Открио је геометријски модел израчунавања путања комета.
У геологији је значајан јер је писао о компензацији маса унутар гора и тако поставио темеље каснијем развоју теорије изостазије. Регионалне поремећаје силе теже тумачио је разликом у густини горњих и доњих делова Земљине коре.
У домену класичне физике, формулисао је јединствени закон свих сила. Претпоставио је постојање, не само привлачних, него и одбојних сила. Својим идејама о релативности простора и времена је био претеча Ајнштајнове теорије релативности.
Објавио је велики број радова из сферне тригонометрије и статистичких метода у физици: , О морској плими, Теорија конусних пресека, Елементи математике итд.

## Наслеђе
Српски студенти у Паризу основали су 1917. године Књижевно друштво „Руђер Бошковић”.
Бошковић је утицао на Ничеа, који је писао о њему у С оне стране добра и зла.
Михајло Пупин је наручио његов портрет од сликар Влахе Буковца и записао - Не може српски народ остати без лика једног од својих највећих синова.

## Одабрана дјела
Бошковић је објавио осам научних радова прије него што је постао свештено лице 1744, као и 14 након тога. Наредна листа представља дјелимичан дио његових радова.
- De maculis solaribus (1736) (On Sunspots)
- De maculis solaribus exercitatio astronomica (1736) (An astronomical exercise on sunspots)
- De Mercurii novissimo infra Solem transitu (1737) (On the most recent transit of Mercury across the Sun)
- Trigonometriae sphaericae constructio (1737) (The construction of trigonometric spheres)
- De aurora boreali (1738) (On the Aurora Borealis)
- De novo telescopii usu ad objecta coelestia determinanda (1739) (On the new use of the telescope for determining celestial objects)
- De veterum argumentis pro telluris sphaericitate (1739) (On the arguments of the ancients for the sphericity of the earth)
- Dissertatio de telluris figura (1739) (A dissertation on the shape of the earth)
- De Circulis osculatoribus, Dissertatio (1740) (A dissertation on intersections of circles)
- De motu corporum projectorum in spatio non-resistente (1741) (On the motion of unresisting projected bodies in space)
- De inaequalitate gravitatis in diversis terrae locis (1741) (On the inequality of gravity in diverse places on earth)
- De natura et usu infinitorum et infinite parvorum (1741) (On the nature and use of infinites and infinitessimals)
- De annusi fixarum aberrationibus (1742) (On the annual aberration fixed stars)
- De observationibus astronomicis et quo pertingat earundem certitudo (1742) (On astronomical observations and the certitude which pertains to them)
- Disquisitio in universam astronomiam (1742) (A disquisition on universal astronomy)
- Parere di tre Matematici sopra i danni che si sono trovati nella Cupola di S. Pietro (1742) (On the opinion of three mathematicians concerning the damage to the dome of St Peter's)
- De motu corporis attracti in centrum immobile viribus decrescentibus in ratione distantiarum reciproca duplicata in spatiis non-resistentibus (1743) (On the motion of attracted body at an immobile centre by forces decreasing by the duplicate reciprocal proportion in non-resisting spaces)
- Riflessioni de' Padri Tommaso Le Seur, Francesco Jacquier de el' Ordine de' Minimi, e Ruggiero Giuseppe Boscovich della Compagnia di Gesù Sopra alcune difficoltà spettanti i danni, e Risarcimenti della Cupola Di S. Pietro (1743) (Reflections of Fathers Tommaso Le Seur, Francis Jacquier of the Order of Minimi, and Ruggiero Giuseppe Boscovich of the Society of Jesus on problems due to damage, and repair of, the dome of St. Peter's) Link to full text
- Nova methodus adhibendi phasium observationes in eclipsibus lunaribus ad exercendam geometriam et promovendam astronomiam (1744) (A new method for using observations of phases in lunar eclipses for cultivating geometry and advancing astronomy)
- De cyloide et logistica (1745) (On the cycloid and the logicstic curve)
- Bošković, Ruđer Josip (1745). „De viribus vivis dissertatio (On living forces)”. sumtibus Venantii Monaldini. doi:10.3931/e-rara-20153.
- Trigonometria sphaerica (1745) (Spherical trigonometry)
- De cometis (1746) (On comets)
- Dissertatio de maris aestu (1747) (A dissertation on the tides of the ocean)
- Dissertatio de lumine, 1–2 (1748/1749) (A dissertation on light)
- De determinanda orbita planetae ope catoptricae ex datis vi celeritate & directione motus in dato puncto (1749) (On determining the orbits of a planet by the aid of catoptrics/reflections from given force speed and direction of motion in a given point)
- Sopra il Turbine che la notte tra gli XI e XII giugno del MDCCXLIX danneggio una gran parte di Roma (1749; Latin translation 1766) (Upon the whirlwind that on the night between 11 and 12 June 1749 damaged a large part of Rome)
- De centrogravitatis (1751) (On the centre of gravity)
- Elementorum matheseos ad usum studiosae juventutis (1752) (The elements of mathematics for the use of young students)
- De lunae atmosphaera (1753) (On the atmosphere of the moon)
- De continuitatis lege et eius consectariis pertinentibus ad prima materiae elementa eorumque vires dissertatio (1754) (A dissertation on the law of continuity and its consequences pertaining to the first elements of matter and of its powers)
- Elementorium universae matheseos, 1–3 (1757) (Elements of general mathematics)
- De lege virium in natura existentium (1755) (On the law of powers in the nature of existing things)
- De lentibus et telescopiis dioptricis disertatio (1755) (Of dioptric lenses and telescopes)
- De inaequalitatibus quas Saturnus et Jupiter sibi mutuo videntur inducere praesertim circa tempus conjunctionis (1756) (On the inequalities which Saturn and Jupiter seem to induce between themselves particularly around times of conjunction)
- Theoria philosophiae naturalis (1758) (A Theory of Natural Philosophy) link to full text
- De Solis ac Lunae defectibus (1760) (On the sun, moon and eclipses)
- Scrittura sulli danni osservati nell' edificio della Biblioteca Cesarea di Vienna, e loro riparazione (1763) (Writing on the damage observed in the building of the Library of Caesarea Vienna, and their repair)
- Memorie sopra il Porti di Rimini (1765) (A memoir on the Ports of Rimini)
- Sentimento sulla solidità della nuova Guglia del Duomo di Milano (1765) (Sentiments concerning the soundness of the new Spire of the Duomo of Milan)
- dissertationes quinque ad dioptricam pertinentes (1767) (Five dissertations pertaining to dioptrics)
- Voyage astronomique et geographique (1770) (An astronomic and geographic voyage)
- Memorie sulli cannocchiali diottrici (1771) (A memoir on dioptric telescopes)
- Journal d'un voyage de Constantinople en Pologne. 1772. (Journal of a voyage from Constantinople to Poland)
- Sullo sbocco dell'Adige in Mare (1779) (On the mouth of the River Adige)
- Riflessioni sulla relazione del Sig. Abate Ximenes appartenente al Progetto di un nuovo Ozzeri nello Stato Lucchese (1782) (comments on the report of Signor Abbot Ximenes concerning the project for the Nuovo Ozzeri drainage channel in Lucca)
- Giornale di un viaggio da Costantinopoli in Polonia. 1784. (Journal of a voyage from Constantinople to Poland of Abbot Ruggiero Giuseppe Boscovich, together with his report of the ruins of Troy)
- Opera pertinentia ad opticam et astronomiam, 1–5 (1785) (Works pertaining to optics and astronomy)
- Sui danni del Porto di Savona, loro cagioni e rimedi (1771) (On the damage to the port of Savona, it causes and possible repairs)
- Lettere a Giovan Stefano Conti (1780) (Letter to Giovan Stefano Conti)